# Eulophia chrysoglossoides
Eulophia chrysoglossoides är en orkidéart som beskrevs av Rudolf Schlechter. Eulophia chrysoglossoides ingår i släktet Eulophia och familjen orkidéer. Inga underarter finns listade i Catalogue of Life.